# 잔잔한 내일로부터의 에피소드 목록
이 문서는 《잔잔한 내일로부터》(일본어: 凪のあすから 나기노 아스카라[*])의 각 에피소드를 다루는 목록 문서이다.
《잔잔한 내일로부터》는 P.A.WORKS가 제작하고, 일본 현지에서 애니맥스 등을 통해 TV 애니메이션 시리즈로 방영되었다. 총 26화로, 일본의 애니메이션 방영 계획에 따라 제 1부는 1~13화로서 2013년 4분기에 방영되었고, 제 2부는 14~26화로, 2014년 1분기에 방영되었다.
일본 현지에서 애니맥스를 통해 일본 전역으로 방송되었고, 한국에서는 애니플러스가 일본 현지와 격일 동시 방영을 한 바 있다.

## 방송 정보
일본 현지에서의 공식 송출일을 기준으로 제 1부는 2013년 10월 3일에 방영을 시작으로 같은 해 12월 26일까지 방영되었다. 제 2부는 제 1부가 끝나고 1주간 휴방한 후 2014년 1월 9일부터 같은 해 4월 3일까지 방영되었다.

### 제 1부
- 1화 ~ 13화는 제 1부로, '동면' 전까지의 내용을 다룬다.

| # | 제목                                                     | Animax 방영일    | 애니플러스 방영일 |
| --- | -------------------------------------------------------- | ---------------- | ----------------- |
| 01 | 〈바다와 대지의 한가운데〉(일본어: 海と大地のまんなかに) | 2013년 10월 3일  | 2013년 10월 4일   |
| 바다 마을(汐鹿生 시오시시오)의 나미 중학교가 폐교되고 재학생이던 사키시마 히카리, 히라다이라 치사키, 이사키 카나메, 무카이도 마나카는 육지의 학교인 미하마 중학교로 전학가게 된다. 마나카에 대해서는 다혈질인 히카리의 성격 탓에, 마나카는 서두르다 배의 그물에 걸리면서 같은 미하마 중학교의 키하라 츠무구와 만나게 된다. 미하마 중학교의 첫날, 시오시시오의 네 아이는 소개와 동시에 혐오와 따돌림을 받았고, 히카리는 격분하지만, 화를 꾹 참는다. 학교가 끝나고 마나카는 해신의 비늘인 우로코를 찾아가 공물을 바치지만, 우로코는 마나카를 희롱한다. 이에 마나카는 우로코에게 공물(먹을 것)을 우발적으로 뿌려버리고, 화난 우로코는 다음 날 마나카의 무릎이 물고기로 변하는 저주를 내린다. 무릎을 천으로 감추고 학교에 등교한 마나카는 학교 친구들에게 방해될 정도의 많은 질문을 받게 되고, 무릎이 부딛히면서 물고기가 낸 방귀같은 소리에 학교 밖으로 나가 숲으로 도망쳐버린다. 마나카는 바다 사람들이 에나가 마르면서, 길을 잃고 쓰러진다. 히카리와 카나메, 치사키는 마나카를 찾아나서고, 마나카는 우연히 바다마을에 대해 지식이 있던 츠무구에게 발견되어 집으로 옮겨져 에나를 회복시킨다. 정신이 들자, 마나카는 자신의 무릎을 츠무구가 본 것에 대해 부끄러워한다. 그러나 츠무구는 무릎의 물고기와 에나에 대해 신기해 하며 아름답다고 하고, 마나카는 놀라며 부끄러워한다. 한편, 종일 마나카를 찾아다니던 히카리는 밤이 돼서야 츠무구와 같이 있는 마나카를 발견하고, 츠무구의에 대해서 오해한다. 마나카는 그런 오해를 풀기 위해 노력하지만, 히카리는 육지의 남자와 친하게 진해던 마나카에게 화가 나고, 그녀와 함께 바다로 돌아가버린다.          |                                                          |                  |                   |
| 02 | 〈차가운 얇은 막〉(일본어: ひやっこい薄膜)               | 2013년 10월 10일 | 2013년 10월 11일  |
| 츠무구가 자신의 저주받은 무릎에 대해서 "예쁘다"고 말해주자, 마나카는 우로코에게 다른 저주를 더 내릴 것을 요구한다. 한편, 히카리는 츠무구에 대한 마나카의 행동의 질투 섞인 화를 내면서, 히카리와의 우정과 츠무구와의 관계 모두 소중히 여기려는 마나카를 몰아세운다. 미하마 중학교의 담임 선생님은 올해 하지 않는 배끌기 의식을 대신해, 학교 자체에서 하는 축제를 제안한다. 츠무구, 마나카, 히카리, 치사키, 그리고 카나메는 배끌기 의식에 지원하고, 그 과정에서 시오시시오와 츠무구에 대해 이야기를 나누게 된다. 시오시시오의 아이들이 바다로 돌아가는 중, 히카리의 누나인 아카리가 지상의 남자와 키스를 하는 것을 목격하고,히카리는 아카리를 지지하는 마나카에게, 그리고 마나카를 감싸는 치사키에게 엉뚱한 화풀이를 하면서 갈등을 빚는다. 한편, 마나카는 우로코에게 자신에게 저주를 내릴 것을 간청하지만, 우로코는 자신의 행동에 책임을 질 것을 권유하며 거절한다. 그러던 중, 지상의 남자와 연루된 일로 바다마을의 어른들이 아카리를 끌고 들어온다. |                                                          |                  |                   |
| 03 | 〈바다의 메시지〉(일본어: 海のいいつたえ)                | 2013년 10월 17일 | 2013년 10월 18일  |
| 육지의 사람과 사랑에 빠져서는 안 된다는 바다 마을의 규칙을 어긴 것에 대해서 아버지 사키시마 토모루는 아카리에게 책임을 묻는 한편, 히카리는 어머니가 죽고 난 후 만화가의 꿈을 버린 아카리를 떠올리며 얼마나 자신을 아껴 주었는지 회상한다. 결국 아카리는 그의 남자친구를 포기하게 된. 다음 날, 히카리는 아카리의 연인을 직접 보기로 결심하고 뒤를 쫓는다. 아카리의 연인인 시오도메 이타루는 츠무구의 집 앞에 멈춰서고, 히카리는 그를 습격하려다 츠무구의 할아버지가 쏜 그물에 잡힌다. 츠무구의 조부 키하라 이사무의 말에 따르면, 바다의 주민과 지상의 주민의 사이에서 태어난 아이는 에나를 가지지 않으며, 이는 바다에서 살아갈 수 없음을 의미한다. 이타루는 아무 것도 몰랐다며 히카리에게 아카리를 진심으로 사랑한다고 말하지만, 결혼에 대해서는 회의적인 모습을 보여 히카리가 이타루에 덤비는 계기가 되었다. 이사무가 히카리를 제압하여 상황이 종료되고, 츠무구의 신세를 지는 중, 키하라 이사무가 시오시시오에 관련되어 있음을 깨닫는다. 자택에서, 히카리는 아카리가 자신의 연인인 이타루와 헤어졌다는 것을 알게 된다. 그 후 학교에서 자신을 걱정해주는 치사키에게 여러 일로 힘들어 하던 자신의 누나를 떠올리며 어른이 되도록 노력하겠다고 다짐한다. 히카리가 이타루의 직장에 가자 두 소녀와 만나게 되고, 자신을 이타루의 딸이라고 밝힌 아이는 아카리와 이타루가 헤어지는 것에 협력할 것을 요구한다. |                                                          |                  |                   |
| 04 | 〈친구니까〉(일본어: 友達なんだから)                     | 2013년 10월 24일 | 2013년 10월 25일  |
| 미우나와 사유는 이타루와 아카리가 헤어지는 데에 협력할 것을 부탁하지만, 히카리는 비겁한 행동은 할 수 없다며 거절한다. 다음 날, 학교의 가정 수업 중, 마나카는 학교 친구들과 친해지기 위해서 자신이 만든 요리를 권하지만, 차별섞인 경멸을 내뱉으며 에가와 타카시가 마나카를 밀어버린다. 츠무구와 선생님의 개입으로, 타카시와 친구 사야마 슌은 마나카게에 사과를 하는 한편, 그 후 의식에 쓸 제물 인형이 망가지는 사건이 일어나게 된다. 히카리는 이 일의 주도자를 타카시와 슌으로 지목하나, 치사키가 제물에 낙서로 쓰여진 사유의 범행 성명을 발견하고, 오해임을 알게 되지만 이를 비밀로 하려 한다. 츠무구는 히카리의 오해를, 그리고 히카리에 대한 오해를 풀고 싶다며 사실대로 말할 것을 제안한다. 비겁한 짓은 싫어한다는 히카리의 말을 신경쓰던 미우나가 배끌기 의식의 제물을 망가뜨린 사유를 질책하는 한편, 히카리와 마나카는 다이빙 중 사고를 당한 이타루를 발견하고 구출하는 중, 미우나의 어머니 시오도메 미오리가 오래전에 죽었음을 깨닫는다. 한편, 아카리는 우로코의 신사를 찾아오지만 우로코는 이미 미우나 때문에 결혼을 포기한 아카리의 상황을 알고 있었다. 미오리의 생전, 아카리는 미우나의 언니이자 친구같은 존재였고, 미오리가 죽자 홀로 남은 미우나를 위해 아카리는 미오리의 공백을 메우게 된 것이었다. 마나카의 설득으로, 히카리와 마나카는 자신의 오해에 대해 사과하고, 반 친구들은 그런 두 사람에 대해 용서하면서 친해지는 계기를 마련한다. 한편, 사유는 아카리의 건으로 카나메에게 자신이 따돌림을 당할 때 도와주었던 미우나에 대한 얘기를 꺼내게 되고, 카나메는 친구의 소중함을 아는 사유라면 사과할 것을 권하고 사건은 일단락된다. |                                                          |                  |                   |
| 05 | 〈갯민숭달팽이야, 있잖아〉(일본어: あのねウミウシ)       | 2013년 10월 31일 | 2013년 11월 1일   |
| 일련의 사건으로 치사키는 같이 등교하는 것을 꺼려하고, 혼자 학교에 가다가 츠무구와 만난다. 치사키는 츠무구에게 히카리를 오랜 친구관계 이상으로 좋아한다고 털어놓지만, 치사키를 학교에 데려오기 위해 돌아오던 마나카가 이를 듣게 된다. 치사키는 마나카에게 자신을 한 말을 잊어달라고 한다. 마나카가 이 일을 계속 마음에 담아두는 한편, 이타루는 아카리를 찾아온다. 아카리는 자신이 미우나의 어머니를 대신할 수 없다며 이타루와의 결별을 고한다. 미우나는 벽에 껌 여러 개를 붙여서 “제발 가(どかい)”라는 글자를 만들고 있는 중이었고, 아카리는 그런 미우나에게 갈 테니 안심하라고 전하며 미우나를 떠난다. 그러나 곧 아카리는 미우나가 사라져 집에 돌아오지 않았음을 깨닫고, 히카리에게 미우나의 행방을 묻는다. 히카리는 아카리에게 미우나의 엄마가 되라며 아카리의 용기를 복돋아주면서 시오시시오의 아이들과 함께 미우나를 찾아나선다. 미우나는 항구에서 히카리의 일행에게 발견되고, 이타루에게 미우나의 무사를 전해들은 아카리는 이타루와 모두를 포기하고 싶지 않다고 말한다. 히카리 일행은 밤 동안 미우나를 보살피기로 하고, 저녁을 함께 하기로 한다. 하카리와 이야기하던 미우나는 아카리같은 소중한 사람이 없어지는 게 두려웠다고 고백하면서, 히카리에게 자신의 일을 도울 것을 부탁한다. 미우나와 히카리는 밤새 미우나가 껌으로 만든 글씨를 더 채워 완성하고, 사실 “어디 가지 마(どかいかないで)”였던 미우나의 본심이 아카리에게 전해지면서, 아카리는 시오도메 가의 새로운 일원이 된다. |                                                          |                  |                   |
| 06 | 〈삼맴돌이의 저편〉(일본어: 巴日のむこう)                | 2013년 11월 7일  | 2013년 11월 8일   |
| 바다 아이들의 첫 수영 수업. 히카리는 수영에 자신만만해 하며 준비운동을 하지 않는다. 츠무구와의 수영 시합 중, 히카리는 잠시 다른 생각에 터닝을 실패하게 되고, 치사키의 외면 속에 마나카는 히카리를 양호실로 데려간다. 히카리는 자신이 츠무구에게 자유영으로 졌다는 분함에 마나카에게 화풀이하게 된다. 한편, 미우나와 사유를 포함해 지상의 아이들까지 배끌기 의식을 도와주기로 하고, 마나카는 치사키를 의식하고 히카리의 일에 끌어들이려고 하지만, 치사키는 그런 마나카를 질책한다. 마나카는 츠무구와 만나게 되고 츠무구가 항구까지 데려다주는 한편, 치사키는 집에 도착하고 두 사람은 초등학교 때의 토모에비에 대해 회상한다. 마나카는 토모에비를 구경하자는 히카리의 말을 이해하지 못해 같이 보지 못하게 되고, 치사키는 모두와 함께하는 토모에비를 망쳤다며 마나카를 원망했었다. 츠무구는 히카리를 거침없이 도와주던 마나카의 모습이 멋졌다고 응원해주고, 마나카는 치사키에게 달려가 토모에비를 보여준다. 마나카는 그 때 토모에비를 같이 보지 못한 것에 대해 사과하고, 치사키는 모두와 함께 있는 지금이 좋다며 변하고 싶지 않다고 말한다. 히카리는 하루하루 어른스러워지는 마나카를 멀리서 바라본다. |                                                          |                  |                   |
| 07 | 〈흔들리는 배끌기〉(일본어: おふねひきゆれて)            | 2013년 11월 14일 | 2013년 11월 15일  |
| 미하미 중학교 사람 모두 합심하여 만든 여사님이 완성된다. 아이들은 형식적인 배끌기 의식이 아닌, 옛날과 시오시시오와 오시오오시 모두가 함께 하는 공식적인 배끌기 의식을 선생님께 부탁하지만 시오시시오와 오시오오시 간의 분쟁으로 어렵다고 말한다. 의식의 부활을 위해 아이들은 발벗고 나서 서명을 모으는 한편, 히카리는 아버지 토모루를 설득하는 데 실패하고, 히카리는 아버지에게 기대지 않겠다 단언한다. 다음 날, 토모루를 포함한 오시오오시와 시오시시오의 청년회들이 모여 히카리가 주도한 모임에 참석하지만, 순조로울 것 같았던 회의는 오래된 양 측의 감정의 골에 또다시 파국을 거듭하고, 양 쪽의 싸움은 끝내 의식에 쓸 인형을 사고로 망가뜨리고 만다. 토모루는 아무리 양보해도 지상사람과 바다사람의 차이가 존재한다면서 아카리에게 이타루와 헤어지라고 하지만, 아카리는 미우나의 어머니가 될 것이라고 잘라 말한다. 히카리와 아카리 남매는 집을 떠나 지상에서 머무르기로 결정하고, 우로코는 해신의 힘으로 두 사람을 저지하지만, 두 사람을 보내주라는 이타루의 간절한 부탁에 그들을 놓아준다. |                                                          |                  |                   |
| 08 | 〈흔들리는 마음의 저편〉(일본어: たゆたう想いのさき)     | 2013년 11월 21일 | 2013년 11월 22일  |
| 히카리와 아카리는 집에서 나와 이타루의 집에서 묵기로 하고, 같이 저녁을 먹는다. 이타루는 시오시시오의 인정과 축복 아래 아카리와 결혼하겠다는 의지를 확고히 한다. 아카리를 안타까워하던 미우나는 말 대신 선물을 주자는 히카리의 제안에 승낙한다. 미우나의 선물을 위해서 히카리의 친구들이 협력하고, 역에서 우연히 츠무구를 만나 시외로 나가는 데 도움을 받는다. 그들은 선물로 줄 적당한 목걸이를 찾기 위해 이곳저곳 둘러보고, 한 상점에서 만원인 엘리베이터 때문에 치사키와 히카리는 일행에서 잠시 떨어진다. 치사키는 단 둘만 있는 상황에서, 마나카에 대한 히카리의 생각에 대해 이야기를 나눈다. 히카리는 만약 마나카가 지상의 남자와 결혼하게 된다면, 자신은 마나카를 응원해 줄 것이라고 말한다. 치사키는 언제나 마나카를 지켜준다고 했던 히카리의 말을 언급하면서, 히카리가 마나카를 좋아한다는 사실을 알고 있다고 토로한다. 히카리는 츠무구를 처음에 인정하지 않았지만, 이타루와 아카리의 모습과 하루하루 변해가는 마나카, 그리고 츠무구의 좋은 면을 봐왔기 때문에 마나카의 기분도 존중하기로 했다고 말한다. 한편, 선물로 줄 목걸이를 정하고, 그것을 사기 위해서 미우나는 이타루에게 여분의 돈을 더 줄것을 부탁하지만, 사고싶어 했던 목걸이는 품절되고 없었다. 일행은 찾던 목걸이 대신, 미우나가 직접 만든 목걸이를 줄 것을 제안하고, 마침내 미우나가 아카리에게 조개모양 목걸이를 주었을 때, 아카리는 미우나의 선물이 굉장히 소중하다고 말해준다. 이때, 지상에 눈이 내리고, 히카리는 그것이 따뜻한 눈(ぬくみ雪)임을 알아챈다. |                                                          |                  |                   |
| 09 | 〈잘 알지 못하는 따스함〉(일본어: 知らないぬくもり)      | 2012년 11월 28일 | 2012년 11월 29일  |
| 멸망이 다가온다는 우로코의 계시를 내려받은 시오시시오의 어른들은 집결하는 한편, 미하마의 학생들은 다가오는 축제를 준비한다. 치사키는 기운을 잃고 츠무구는 에나를 되돌려주기 위해서 그녀를 바다로 데려간다. 그러는 중에 츠므구는 히카리에 대한 마음을 접었는지 묻고, 치사키는 대답 대신 집으로 가버린다. 카나메는 치사키와 만나 합류하고 마을에 도착한 후 파란 등불을 든 어른들에게 배웅을 받는다. 이윽고 집에 도착한 마나카는 이제 수면 위로 올라가서는 안 됨을 통지받는다. 다음 날, 히카리는 친구들 모두가 학교에 결석했음을 깨닫고 그 이유를 알기 위해 마을로 돌아간다. 마나카는 재앙이 임박했기 때문에 마을을 벗어날 수 없다고 말하고 히카리를 도와줄 의지를 보여준다. 마나카가 자신을 단지 친구로서만 본다는 것을 알고 있음에도 히카리는 마나카에게 포옹해버리고, 마나카가 그를 밀쳐내버리자 당혹감을 느낀다. |                                                          |                  |                   |
| 10 | 〈내리고 내리는 따뜻한 눈〉(일본어: ぬくみ雪ふるふる)    | 2013년 12월 5일  | 2013년 12월 6일   |
| 히카리는 우로코에게 해신의 힘이 약해지고 따뜻한 눈이 세계를 얼려버릴 때까지 내릴 것이고, 세계와 해신의 힘이 돌아오기 전에 지상의 모든 인간들이 이 과정에서 죽을 수도 있다는 말을 듣게 된다. 이러한 운명을 벗어나기 위해서는, 동면이 찾아오기 전까지 바다의 사람들이 동면에 들어가야 했고, 마을사람들은 동면이 시작되면 음식을 먹을 수 없게 되는 금요일의 성찬을 위해 식량을 모은다. 해신의 마음을 돌고 멸망을 막을 단 하나의 방법이 배끌기 의식임을 믿고, 히카리는 우로코에게 동면기 전까지 자신과 친구들을 학교에 보내줄 것을 설득하고 배끌기 의식을 실현하기 위해 힘쓸것을 다짐한다. 금요일 성찬 중, 마나카는 현재의 상황에 속상해하고, 배 부분이 빨간 갯민숭달팽이를 찾아냈을 때, 그것에게 무언가 얘기를 한다. 한편 다음 날, 카나메는 치사키에게 다가가 그녀에 대한 감정을 고백하게 된다. |                                                          |                  |                   |
| 11 | 〈변해야 할 때〉(일본어: 変わりゆくとき)                 | 2013년 12월 12일 | 2013년 12월 13일  |
| 카나메가 고백한 후에도, 카나메와 치사키는 아무 일도 없었다는 듯이 학교에 함께 등교한다. 단식이 시작되자, 시오시시오의 마을사람들의 에나는 동면에 들어가기 위해서 두꺼워진다. 히카리와 친구들은 단식으로 에나가 두꺼워져서 이대로 잠들기는 싫다며 동면을 늦추기 위해 다함께 밥을 먹기 시작한다. 아카리와 이타루는 약혼을 맺는 한편, 마을의 어부들은 마침내 해신을 기쁘게 하고 멸망을 막기 위해 배끌기 의식을 도와줄 것을 아카리와 히카리에게 정중하게 부탁한다. 그러나, 우로코는 그들의 노력이 헛수고라고 말하지만, 히카리는 무엇이라도 해야만 한다며 의지를 보인다. 히카리와 친구들은 남은 도시의 도움을 받으면서 의식을 준비하지만, 같은 날 바다사람들의 동면 역시 시작될 것임을 알게 된다. 아카리는 배끌기 의식 후 축복 속에서 이타루와 결혼하겠다고 말하면서, 자신이 제물의 역할을 맡겠다고 부탁한다. 아카리의 요청에 모두가 동의하는 한편, 카나메가 자신에게 그랬듯 치사키 역시 히카리에게 자신의 감정을 고백하기로 결심한다. |                                                          |                  |                   |
| 12 | 〈다정해지고 싶어〉(일본어: 優しくなりたい)              | 2013년 12월 19일 | 2013년 12월 20일  |
| 배끌기 의식과 아카리의 결혼 준비가 동시에 이루어지면서, 츠무구는 마나카와 치사키와 함께 아카리의 결혼 의상을 고르는 중 잠시 어머니를 만나게 되지만, 츠무구는 어머니와 만난 것을 탐탁치 않게 여긴다. 한편, 아카리는 아버지와 짧은 만남을 가지고 그동안의 사의와 함께 이타루와 미우나에게 미오리가 세상을 떠난 후 이타루가 미우나에게 주었던 것과 같은 행복을 주겠다는 의지를 보인다. 시오시시오로 돌아간 후, 히카리와 친구들은 그들보다 어린 몇몇은 이미 동면에 들어갔으며, 시간을 늦추려는 그들의 노력에도 불구하고 히카리와 친구들 역시 동면에 들어가는 것은 시간문제라는 것을 깨닫게 된다. 예전의 학교의 기억이 떠오르자 카나메는 치사키와 마나카 앞에서 히카리에게 마나카에 대한 감정이 어떤지를 묻고, 결과적으로 히카리는 마나카에게 고백하게 된다. 당황한 마나카는 도망가고 히카리는 마나카를 쫓아가지만, 치사키는 그를 잠시 멈춰세우고 치사키 역시 히카리에게 고백한 후, 치사키 자신도 지켜봐달라고 부탁한다. 힌편 마나카는 마을에서 도망치다 결국 츠무구의 그물에 또다시 걸리게 된다. |                                                          |                  |                   |
| 13 | 〈닿지 않는 손끝〉(일본어: 冬の日!)                      | 2013년 12월 26일 | 2013년 12월 27일  |
| 츠무구와의 짧은 대화 후, 마나카는 집으로 돌아와 히카리를 만나게 된다. 그 때, 히카리는 자신의 마음을 다시 전하고, 마나카는 배끌기 의식 후에 중요한 이야기를 말하겠다고 전한다. 배끌기 의식의 날이 밝아오자, 남은 마을사람들은 막 동면에 들어가려던 참이었고, 우로코가 빛으로 길을 밝힌 후 히카리와 친구들은 계획했던대로 어부들이 아카리를 태우고 가는 것을 도운다. 그순간, 배는 소용돌이에 휩쓸리고, 아카리와 츠무구는 바다에 빠져 물에 잠긴다. 치사키와 카나메가 츠무구를 구하기 위해서 바다로 뛰어들고, 마나카는 아카리를 구조하기 위해 자신이 대신 해신의 제물이 되겠다고 결심한다. 히카리는 미우나를 구조했지만, 끝내 마나카는 구하지 못한다. 한편 카나메와 치사키, 츠무구를 태운 배는 떨어지는 기둥을 피하기 위해 전속력으로 기동하지만, 카나메는 바다에 빠지게 되고, 여태껏 없던 장벽이 시오시시오 전체를 둘러싸게 된다. |                                                          |                  |                   |

### 제 2부
- 14화 ~ 26화는 제 2부로, 동면 이후 5년이 지난 시점부터의 내용을 다룬다.

| # | 제목 | Animax 방영일   | 애니플러스 방영일 |
| --- | --- | --------------- | ----------------- |
| 14 | 〈약속의 날〉(일본어: 約束の日) | 2014년 1월 9일  | 2014년 1월 10일   |
| 바다마을이 동면에 들어가고 5년 후, 시오시시오 전역은 얼어버리고 육지는 상동(常冬)상태에 접어든다. 치사키는 츠무구의 할아버지 키하라 이사무의 병원에 찾아가 요양한 후 아카리와 아카리의 아들인 시오도메 아키라를 만나러 간다. 아카리는 미우나가 임신하고 히카리에 대해 걱정하고 있는 자신에게 얼마나 힘이 되었는지를 떠올리는 한편 학교에서는, 학생들은 지상에서의 토모에비가 곧 있을 것이라는 이야기를 듣고 해변에서의 파티를 계획하지만, 사유는 같은 반 친구들 중 한 명이 미우나에게 고백하려 한다고 경고한다. 과거로 거슬러가서, 치사키는 가족과 떨어지게 되면서 이사무에 의해 거들어져 이사무가 입원하기 전까지 함께 살게 되었고, 츠무구는 바다마을의 상황과 세계의 기상변화의 연관성을 알아내기 위해서 해양학을 배우기 위해 집을 떠나 대학교에 남아있게 되었다. 토모에비가 시작되고 미우나는 고백을 받게 되지만 미우나는 다른 좋아하는 사람이 있다며 거절한다. 그 때 낯선 불빛이 보이고 일련의 현상들을 연구하고 있던 츠무구와 미우나가 만나게 되고, 두 사람은 빛이 나타나는 곳에서 5년 전 사건 당시 그대로의 벌거벗은 히카리를 발견하게 된다. | |                 |                   |
| 15 | 〈미소의 수호자〉(일본어: 笑顔の守り人)                                                                                             | 2014년 1월 16일 | 2014년 1월 17일   |
| 치사키는 히카리가 돌아왔음을 알게 되지만, 히카리와 만나는 것은 꺼려한다. 한편 예전 친구와 시오시시오가 찾아왔을 때, 히카리는 여전히 동면에서 회복중이었고, 시오시시오의 청년회는 히카리에게 배끌기 의식에 사용했던 깃발을 보여준다. 치사키는 히카리를 만나는 것을 계속 꺼려하다가, 츠무구에게 히카리가 자신을 어떻게 바라볼 지가 두렵다고 털어놓는다. 그러나 히카리는 바다로 뛰어들어 시오시시오로 돌아가려 하지만 바다는 히카리를 막아버린다. 히카리는 츠무구가 왜 치사키를 만나러 가주지 않는지에 대한 물음에 자신이 잠들어있는 동안에 얼마나 많은 것들이 바뀌었을지가 두렵기 때문이라고 답한다. 집으로 돌아가면서, 히카리는 노래를 듣고, 그 노래가 아직 잠들어있는 시오시시오의 사람들을 위한 것임을 알게 되고, 치사키는 그 노랫소리를 따라가다가 치사키를 만나게 된다. | |                 |                   |
| 16 | 〈머나먼 파도의 속삭임〉(일본어: 遠い波のささやき)                                                                                  | 2014년 1월 23일 | 2014년 1월 24일   |
| 동면으로 미우나와 같은 나이가 된 히카리는 미우나와 같은 중학교에 다니게 된다. 미우나는 히카리를 좋아하는 마음을 자신에게 고백했던 남자아이에게 들키지만, 비밀을 지켜줄 것을 약속받는다. 다음날, 아키라는 풍진에 걸리게 되고, 사유는 히카리와 미우나와 함께 히카리의 교복을 고르기 위해 시내로 간다. 사유는 미우나에게만 언제나 좋은 일이 일어난다며 질투하고, 두 사람은 말싸움 끝에 따로 다니게 되고, 히카리는 사유와 있기로 한다. 히카리와 슌은 사유를 집까지 데려다주고, 히카리는 차를 멈춰 미우나가 있을 것이라 확신하는, 자신이 5년 전 미우나를 구했던 곳으로 향한다. 히카리는 미우나를 발견하지만, 거대한 공사 중장비가 그들의 앞에 떨어지고, 미우나는 바다에 빠지게 된다. 그때,미우나는 바다 속에서도 숨을 쉴 수 있게 되었고, 이내 자신이 에나를 갖게 되었음을 깨닫는다. 히카리가 미우나를 구해내자 자신을 걱정하고 있던 사유와 만나게 되고, 두 사람은 서로 화해한다. | |                 |                   |
| 17 | 〈아픈 두 사람〉(일본어: ビョーキなふたり)                                                                                          | 2014년 1월 30일 | 2014년 1월 31일   |
| 전라의 카나메가 수면 위에서 나타나고, 한 남자에게 상황을 묻는다. 카나메가 깨어났다는 소식을 듣고 히카리와 친구들은 그와 재회한다. 여러 확인을 거친 후, 카나메는 츠무구의 집으로 거처를 옮기지만, 치사키와 츠무구의 가까워진 관계에 불편해한다. 다음 날, 줄곧 카나메에게 마음이 있던 사유는 다시 만날 것이라는 사실에 긴장하지만, 우연히 카나메와 만났을 때 카나메가 자신을 한 번에 알아보지 못하자 절망한다. 마나카가 깨어나기 전까지 더 이상 변해서는 안 된다는 히카리의 말을 엿들은 미우나는 언젠간 카나메에 대한 감정을 잊어버려야만 한다는 사유와 언쟁을 벌이게 된다. 하지만 바로 뒤, 사유는 카나메를 다시 만나게 되고, 카나메가 사실은 사유룰 알아보고 있었다는 사실을 알게 되자 감격한다. 밤이 지나고, 히카리와 카나메, 미우나는 츠무구와 미하시 교수가 시오시시오를 둘러싸는 해류가 약한 지점을 발견했다는 말을 듣고 다음 날, 세 사람은 그곳에서 물 속으로 들어가 미우나가 처음 에나가 생길 때 들었던 소리를 따라서 바다마을로 향한다. | |                 |                   |
| 18 | 〈시오시시오〉(일본어: シオシシオ)                                                                                                  | 2014년 2월 6일  | 2014년 2월 7일    |
| 미우나의 안내를 따라 세 사람은 시오시시오에 도착하지만, 마을은 눈으로 덮히고 사람들은 여전히 동면상태였다. 마나카를 다시 만나는 것에 불안해하면서 히카리는 먼저 자신의 집으로 가 아버지를 찾아뵈고, 카나메 역시 자신의 집을 찾아간다. 두 사람이 돌아오는 것을 기다리던 미우나는 또다시 소리를 듣게 되고, 그 소리를 따라가자 히카리와 다른 친구들의 추억이 서려있는 옛 중학교를 보게 된다. 잠시 뒤 우로코가 뒤에서 나타나 마나카를 찾는 것이 정말 원하는 일인지 묻고, 카나메와 히카리가 미우나를 찾기 위해 나타나자 사라진다. 그 후 미우나는 또다시 소리를 듣게 되고, 이전의 모든 제물이 모인 무덤을 찾게 되고, 그곳에서 여전히 잠들어있는 마나카를 발견하게 된다. 미우나는 자신이 듣던 소리가 마나카의 에나가 조금씩 소실되면서 나오던 것임을 깨닫고, 세 사람이 의식이 없는 마나카를 데려가자, 무덤이 붕괴하기 시작한다. | |                 |                   |
| 19 | 〈길을 잃은 아이〉(일본어: まいごの迷子の…)                                                                                         | 2014년 2월 13일 | 2014년 2월 14일   |
| 몇 가지 확인 끝에 마나카는 아직 잠들어 있지만 건강이 양호하고 곧 깨어날 것임을 알게 되었다. 의식이 없는 마나카에게 말을 건네는 히카리의 곁에 있는 미우나를 보자 치사키는 미우나 역시 히카리를 좋아한다는 것을 깨닫는다. 잠시 뒤 치사키는 츠무구의 할아버지 이사무를 찾아가 전에 들어본 적 없던 배끌기 의식의 전설을 듣게 된다. 한편 츠무구의 집에서, 카나메는 츠무구에게 수집한 데이터를 어떻게 쓸지 묻고, 츠무구와 그의 교수는 논문으로 만들어져서 과학계에 발표가 되어야 시오시시오에 대한 연구 기금이 조성된다고 말한다. 인정하지 못한다는 카나메에게 치사키는 이해해 주자고 설득하고, 카나메는 모두 어른이 되었다며 나가버린다. 그날 밤, 치사키는 츠무구와 와인을 조금 마시고 잠이 든다. 츠무구와 카나메는 서로에게 치사키를 좋아한다는 것을 표현한다. 다음 날, 치사키는 혼자 힘으로 시오시시오로 돌아가려고 해 보지만 급류에 휘말리게 되고, 히카리가 도와주기 위해 나타난다. 두 사람이 마을에 도착했을 때 치사키는 히카리에게 과거의 전설 이야기를 꺼낸다. 이사무의 말에 따르면, 옛날 스스로 제물이 되었던 여자는 지상에 남겨둔 사랑하는 사람을 잊을 수 없었고, 결국 해신은 그녀에게 대가를 받고 놓아준다. 이 이야기는 마나카가 에나를 잃어버린 것과 틀림없이 관계가 있을 거라 생각한 히카리는 우로코를 찾아나선 후에 이것을 해결하겠다 다짐하고, 치사키를 지상에 데려다주기 위해 돌아간다. 치사키는 자신이 아직 히카리를 사랑하고 있다는 걸 알게 된다. 한편 한 주가 지나도 마나카는 깨어나지 않는다. | |                 |                   |
| 20 | 〈잠자는 공주〉(일본어: ねむりひめ)                                                                                                 | 2014년 2월 20일 | 2014년 2월 21일   |
| 마나카가 일어날 기미를 보이지 않자 히카리는 카나메, 치사키와 함께 우로코를 찾아다니지만 성과를 거두지 못한다. 미우나는 마나카를 깨울 수 있을 때까지 학교를 쉬겠다는 히카리를 질책하고, 그들의 관계가 나빠지게 된다. 다음 날, 미우나는 사유와 이야기를 나누는 중에 자신이 마나카가 깨어나지 않는 것을 바라고 있는 건 아닌지 고민하게 된다. 그 후, 열이 난 히카리는 미우나를 마나카로 착각한 후에 쓰러지고, 다음 날 미우나는 히카리를 간호하기 위해 열이 있는 척 연기해서 학교를 쉰다. 츠무구는 미우나에게 자신의 연구를 도와줄 수 있는지 전화하지만, 미우나가 울고 있음을 알아챈다. 미우나와 직접 만난 츠무구는 자신 역시 히카리와 카나메가 돌아오는 것을 염려하고 있었지만, 나중에는 친구들과 재회해서 행복했다고 털어놓는다. 집으로 돌아온 후, 미우나가 히카리와 말싸움을 하는 도중에, 마나카가 일어나서 둘을 말리게 되고, 그렇기 때문에 마나카를 포함한 모두가 충격을 받아 놀란다. | |                 |                   |
| 21 | 〈물 밑에서 온 사자〉(일본어: 水底より使い)                                                                                         | 2014년 2월 27일 | 2014년 2월 28일   |
| 갑자기 일어나고는 에나가 없어지고도 아무 일도 없었다는 듯이 행동하는 마나카에 히카리와 친구들은 놀란다. 한편 집을 먼저 나선 미우나는 사유와 함께 학교를 찾아 연못에 발을 담근다. 미우나는 신비하게 얻게 된 에나를 가진 후부터 마치 바다사람처럼 공기에서 숨을 쉬기가 어려워지기 시작했다. 그 와중에 사유는 미우나에게 마나카가 돌아온 것이 기쁘지 않은지 묻는다. 미우나는 기뻤지만, 그녀가 상상한 것과 많이 다르다고 말하며, 어떤 얼굴로 이야기해야할 지 모르겠다고 한다. 마나카가 따스한 눈으로 치사키와 노는 중, 히카리와 카나메는 변하지 않은 마나카에 대해 이야기한다. 카나메는 마나카가 그대로인 이유가 마나카를 기다리는 친구들과 히카리 자신 때문일 것이라고 말한다. 마나카가는 동면에 접어들기 전 어떠한 기억도 없지만, 무언가를 달라는 듯이 들리는 목소리를 들은 기억만은 있다고 털어놓는다. 이후 모두들 학교 옥상에서 사유, 미우나와 만나게 되고, 공부에 대해서 이야기를 나눈다. 치사키는 자신에게만 지나가버린 5년이라는 시간에 혼자가 돼버렸다고 느끼고, 병원으로 가 츠무구와 그의 할아버지를 만난다. 츠무구는 그 달 말에 돌아오겠다고 말하고, 전화와 새로운 소식을 알려줄 것, 그리고 가능한 빨리 돌아오겠다고 약속한다. 치사키는 츠무구가 외롭게 될 것이라 짐작하지만, 츠무구는 오히려 혼자 남겨질 치사키를 걱정한다. 치사키는 친구들이 모두 돌아와서 괜찮고, 또 당분간 마나카 때문에 바쁘게 될 것이라고 말한다. 히카리와 미우나의 가족들은 사유와 카나메, 마나카를 초대해 저녁을 먹게 되고, 치사키와 츠무구는 초대를 거절한다. 다음 날 아침, 츠무구는 히카리의 집에 찾아와 이전에 마나카의 무릎에 있었던 것과 똑같은 물고기 머리를 보여주고, 우로코가 자신에게 저주를 내린 것이라고 확신한다. 이에 히카리는 우로코가 가까이 있을 것이라 여긴다.                      | |                 |                   |
| 22 | 〈잃어버린 것〉(일본어: 失くしたもの)                                                                                               | 2014년 3월 6일  | 2014년 3월 7일    |
| 우로코의 행방을 쫓는 데 혈안이 된 히카리는 미우나로부터 마나카와 다른 사람들에게 안 사실을 털어놓자고 설득하지만 히카리는 받아들이지 않는다. 끝내 미우나가 진실을 털어놓자고 설득하고, 츠무구의 집에서 모두 만나게 된다. 카나메와 치사키는 마나카의 상태가 전혀 나쁘지 않다고 말하지만, 사유는 다시 생각해보라고 몰아세운다. 사유는 미우나에게 카나메에 대한 마음 덕분에 계속 살아올 수 있었다며, 그것이 짝사랑이든 아니든 그 감정들을 포기할 수 없었다고 털어놓는다. 집으로 돌아가는 중, 히카리와 미우나는 마나카를 만나고, 배부분이 빨간 갯민숭달팽이가 만든 하얀 돌을 발견하게 된다. 그 돌이 5년 전 마나카의 바람을 나타내는 것이라고 생각한 히카리는 자신의 소원이 무엇이었는지 기억하지 못하는 마나카에게 전해준다. 히카리는 그 소원이 잃어버린 사랑의 감정과 관련되어 있음을 깨닫게 된다. 다음 날, 미우나는 그 조약돌로 만든 팬던트를 만드는 중 사유로부터 카나메에게 고백할 생각이 있음을 전해듣는다. 상점에서, 히카리는 마나카의 사랑의 감정이 츠무구를 향한 것이라 생각하고, 히카리는 마나카의 기억을 되돌리기 위해 마나카와 함께 있어줄 수 있는지 묻지만, 츠무구는 정색하면서 거절하고, 이에 흥분한 히카리가 츠무구와 싸우려 든다. 치사키가 이를 보고 말리려 들고, 츠무구는 히카리의 공격을 어렵지 않게 받아친다. 그러는 중, 츠무구는 사실 자신은 치사키를 좋아한다고 털어놓고, 이를 듣고 감정이 복잡해져 바다로 뛰어든 치사키를 쫓아 바다로 뛰어든다. 이 때 츠무구의 몸은 미우나와 같이 에나를 얻게 되고, 우로코의 저주로 생겨난 물고기는 팔에서 헤엄쳐나와 시오시시오로에 있는 치사키에게 데려다 준다. 그 때, 츠무구는 5년 전 배끌기 의식, 그 이전부터 치사키를 좋아해왔다고 밝힌다.                                                                                   | |                 |                   |
| 23 | 〈이 마음은 누구의 것?〉(일본어: 気持ちは誰のもの)                                                                                  | 2014년 3월 13일 | 2014년 3월 14일   |
| 우로코의 행방을 찾는 데 혈안이 된 히카리는 미우나를 찾아가고, 미우나는 히카리가 안 것을 모두에게 말하자고 하지만, 히카리는 거절한다. 미우나는 이후에도 히카리를 설득해 결국 모두에게 진실을 말하기 위해 츠무구의 집으로 모이게 된다. 카나메와 치사키는 마나카의 상태가 굉장히 호전되었다고 말하지만, 사유는 모두를 몰아세운다. 이후, 사유는 미우나에게 설령 짝사랑일지라도 카나메에 대한 마음 덕분에 자신의 삶을 살 수 있게 되었다며 그렇기에 카나메를 잃어버리는 것은 생각도 할 수 없다 말한다. 집으로 돌아가는 길에, 히카리와 미우나는 마나카를 만나고는 빨간 배의 갯민숭달팽이가 만든 하얀 돌을 발견한다. 그 돌이 5년 전 마나카가 갯민숭달팽이에게 말한 소원을 의미한다고 생각한 히카리는 그 돌을 사랑에 대한 기억을 잃어버린 마나카에게 주기로 한다. 다음날, 미우나는 마나카를 위해 하얀 돌로 만든 팬던트를 만들고, 사유는 미우나를 찾아가 카나메에게 고백할 생각이라고 전한다. 바닷가에서, 히카리는 마나카가 사랑했던 사람이 츠무구라고 생각하고, 츠무구에게 마나카의 잃어버린 기억과 감정을 되찾기 위해 협력하자고 하지만, 츠무구는 정색하며 거절한다. 히카리는 화가 치밀어올라 츠무구를 공격하고 이를 지나가던 치사키가 발견하고 말리러 달려간다. 츠무구는 손쉽게 히카리의 공격들을 받아친 후, 자신은 사실 치사키를 좋아한다고 말한다. 이를 듣고 당황한 치사키는 도망치듯 바다로 뛰어들고, 츠무구가 치사키를 쫓는 순간, 츠무구의 몸은 미우나가 그랬던 것처럼 에나가 생겨나게 되고, 우로코가 저주로 내린 물고기가 팔에서 빠져나와 시오시시오에 있는 치사키가 있는 곳을 안내한다. 둘이 만나고, 츠무구는 치사키에게 5년 전에 있었던 배끌기 의식 전부터 계속 좋아해왔다고 고백한다.                                                                                             | |                 |                   |
| 24 | 〈디트리터스〉(일본어: デトリタス)                                                                                                  | 2014년 3월 20일 | 2014년 3월 21일   |
| 치사키는 츠무구를 뿌리치고 지상으로 도망친다. 집으로 돌아온 치사키는 카나메를 만나게 된다. 카나메는 치사키가 츠무구를 사랑한다는 것을 눈치채고, 자신의 감정에 솔직해지라고 격려하지만, 치사키는 그렇게 하면 지금껏 가져왔던 히카리에 대한 감정을 저버리게 될 것이라 말한다. 밤중에, 아키라는 마나카에게 좋아한다는 글귀를 써서 보여주지만, 마나카는 사랑이 무엇인지 기억하지 못하는 것에 대한 슬픔을 떨쳐버리지 못한다. 다음날, 치사키는 이사무에게 오죠시의 이야기의 결말에 대해서 물어본다. 이사무는 오죠시가 사랑하던 남자와 재회하지 못했는데, 사실 그 사람은 그녀를 구하려 바다에 따라 들어갔다가 익사했다고 전해준다. 한편, 츠무구는 히카리와 카나메를 우로코에게 데려다 준다. 츠무구는 우로코에게 자신이 에나가 생겨났을 때 자신의 주위를 둘러싸는 어떤 감정을 느끼게 되었다고 말한다. 이것이 마나카의 감정이 섞여들어간 것이라 확신한 츠무구는, 해신을 기쁘게 하고 마나카의 진짜 마음을 되돌려받기 위해 마나카의 돌을 써서 한 번 더 배끌기 의식을 하려 한다. 생각했던 것과는 달리, 우로코는 츠무구의 계획에 동의하고 히카리와 과거의 오랜 학급 친구들을 포함한 재류민들을 소집해 준비를 하게 된다. 한편 치사키가 의식의 제물이 되겠다고 말을 꺼내자, 츠무구는 치사키를 질책하고, 카나메는 그것을 우연히 듣게 된다. 사유는 그것을 알게 되고 카나메를 뒤쫓는다. 사유는 그 때 자신과 치사키의 감정을 말하지 않은 것으로 몰아세우고, 카나메에게 고백한다. 카나메는 자신을 아무도 기다려주지 않은 것은 아니었는지, 항상 자책했다며 사유의 고백에 행복해하며 사유를 여자로서 바라보겠다고 말해준다. 배끌기의식이 다가오자, 히카리는 마나카에게 의식이 끝나고 중요한 말이 있다고 전한다.                                                                                          | |                 |                   |
| 25 | 〈좋아한다는 건 바다와 닮았다.〉(일본어: 好きは、海と似ている。)                                                                    | 2014년 3월 27일 | 2014년 3월 28일   |
| 배끌기의식의 전날, 아키라는 마나카의 팬던트를 훔치고는, 실수로 바다에 빠뜨리게 된다. 미우나는 팬던트를 잡기 위해 바다로 뛰어들고, 그 와중에 돌을 통해서 5년 전의 마나카와 츠무구 사이의 대화, 마나카가 츠무구에게 히카리를 좋아한다고 말하는 순간을 듣게 된다. 미우나가 츠무구에게 왜 아무에게도 마나카가 히카리를 좋아한다는 사실을 말하지 않았는지 캐묻자, 츠무구는 마나카가 비밀로 지키기를 원했기 때문이라고 답한다. 늦은 밤, 미우나는 히카리 자신의 진짜 감정이 무엇인지 말해달라고 하고, 히카리는 항상, 예전부터 줄곧 마나카를 좋아해왔다고 고백한다. 한편 츠무구는 치사키에게 자신을 좋아한다고 단언하듯 말하며 치사키를 포옹하고, 치사키는 이를 거절하지 않는다. 다음 날이 밝자, 모두 의식을 준비하기 위해 분주히 노력한다. 해신의 신성한 불을 우로코에게서 넘겨받은 히카리와 친구들은 얼어붙은 바다를 가로지르자, 마치 5년 전때의 배끌기 의식 때와 같은 폭풍을 만나게 된다. 마나카는 바다에 빠지고, 에나가 사라졌기에 바다에서 숨쉬지도 못하게 된다. 미우나가 수영으로 마나카에게 다가가자, 미우나의 에나가 마나카에게 스스로 옮겨간다. 히카리와 치사키와 함께 이 장면을 지켜보던 츠무구는 히카리에게 바다에 빠진 두 사람의 히카리에 대한 감정 때문에, 미우나와 마나카의 에나가 서로 공유되었다고 말한다. 한편 미우나는 마나카를 밀쳐내고, 깊숙한 바다로 들어가 미우나 자신이 마나카 대신 제물이 되고 폭풍을 잠재운다. 이후, 필사적이 된 히카리는 제물의 무덤에서 잠들어 누워있는 미우나를 쫓아 그녀를 구해내려고 하지만, 미우나의 주위를 둘러싼 벽 때문에 실패한다. 그 순간, 마나카의 팬던트가 걸린 나무 제물이 무덤으로 떨어지면서, "히카리를 사랑해"라는 말이 바다에 울려퍼지고, 미우나는 미소지으며 "히카리, 사랑해"라고 따라말하고, 히카리는 그녀의 이름을 소리친다. | |                 |                   |
| 26 | 〈바다의 색, 대지의 색, 바람의 색, 마음의 색, 너의 색.〉(일본어: 海の色。大地の色。風の色。心の色。君の色。~Earth color of a calm~) | 2014년 4월 3일  | 2014년 4월 4일    |
| 미우나와 감정을 공유하고 에나와 함께 히카리에 대한 기억이 돌아온 마나카는 바다 위로 돌아온다. 또한, 지상으로 돌아간 오죠시가 남편을 잃은 것을 알고 슬퍼할 것을 두려워하던 해신이, 오죠시의 원래 감정을 가져갔었다는 사실도 알게 된다. 한편 제물 무덤의 히카리는 미우나를 구출하려고 하지만 실패하고, 지상의 츠무구는 우로코에게 도움을 청한다. 미우나의 감정을 깨닫지 못했던 것을 자책한 히카리는 해신에게 자신의 감정을 가져가라고 한다. 그러자 마을 전역의 신성한 불이 반응하고 무덤을 태워버리고, 히카리는 미우나를 구출해낸다. 우로코는 옛날 오죠시가 지상에 두고온 남자를 사랑했었지만, 해신과 아이들 역시 소중히 여겨왔었다는 사실을 해신이 알게 된 것이라고 말한다. 이로 인해 바다는 또다시 움직이기 시작하고, 시오시시오의 주민들은 깨어나기 시작한다. 히카리의 아버지는 바다 주민들 중 가장 먼저 일어나 미우나를 따뜻하게 맞아주고, 히카리에게 자신이 동면 중이었을 때 히카리가 해 주었던 아키라에 대한 얘기들을 듣고 있었다고 말하고는, 자신의 손자들을 어서 만나고 싶다고 이야기한다. 시오시시오의 주민들이 하나둘 깨어나면서 마을에는 생기가 돌아온다. 고요의 끝에서 고기잡이는 다시 시작되고, 우로코는 소금 결정인 따뜻한 눈 이 그친 것을 알아챈다. 마지막 장면으로 히카리와 마나카가 함께 바다를 바라보며 서로의 감정을 알아간다. | |                 |                   |

## 제작진

### 제 1부
- 1화 ~ 13화는 제 1부로, '동면' 전까지의 내용을 다룬다.

| 화수 | 부제                    | 원제                 | 각본            | 영상 콘티                       | 연출                | 작화 감독                                                                     |
| ---- | ----------------------- | -------------------- | --------------- | ------------------------------- | ------------------- | ----------------------------------------------------------------------------- |
| 1화  | 바다와 대지의 한가운데  | 海と大地のまんなかに | 오카다 마리     | 시노하라 토이야                 | 아사이 니노미야     | 이시이 유리코, 이타다키 신지                                                  |
| 2화  | 차가운 얇은 막          | ひやっこい薄膜       | 오카다 마리     | 오카무라 텐사이                 | 안자이 타케후미     | 타카하시 히데키                                                               |
| 3화  | 바다의 메시지           | 海のいいつたえ       | 오카다 마리     | 아사이 니노미야                 | 타카시마 다이스케   | 노다 야스유키                                                                 |
| 4화  | 친구니까                | 友達なんだから       | 오카다 마리     | 안자이 타케후미                 | 타다 토모아기라     | 카와구치 센리                                                                 |
| 5화  | 갯민숭달팽이야, 있잖아  | あのねウミウシ       | 오카다 마리     | 시노하라 토이야                 | 이치무라 테츠오     | 니시하타 아유미                                                               |
| 6화  | 삼맴돌이의 저편         | 巴日のむこう         | 요코테 마치코   | 오카무라 텐사이                 | 안자이 타케후미     | 코타니 쿄코、타케시타 미키                                                    |
| 7화  | 흔들리는 배끌기         | おふねひきゆれて     | 요시노 히로유키 | 아사이 니노미야                 | 하라다 타카히로     | 노다 야스유키                                                                 |
| 8화  | 흔들리는 마음의 저편    | たゆたう想いのさき   | 카즈바 아키코   | 안도 마사히로                   | 타다 토모아기라     | 타카하시 히데키、카와구치 센리 미나가와 카즈노리、코시마 아스카               |
| 9화  | 잘 알지 못하는 따스함   | 知らないぬくもり     | 카즈바 아키코   | 하시모토 마사카즈               | 마츠바야시 타다히토 | 스기미츠 노보루                                                               |
| 10화 | 내리고 내리는 따뜻한 눈 | ぬくみ雪ふるふる     | 요코테 마치코   | 안자이 타케후미                 | 노시타니 미츠타카   | 나카노 유카、아베 치아키 토쿠가와 에리、야마모토 케이코 사토 토모코           |
| 11화 | 변해야 할 때            | 変わりゆくとき       | 요시노 히로유키 | 이치무라 테츠오                 | 이치무라 테츠오     | 미나가와 카즈노리、코시마 아스카 타카하시 히데키、카와모 코스케 다이도 유리에 |
| 12화 | 다정해지고 싶어         | 優しくなりたい       | 오카다 마리     | 안도 마사히로                   | 타다 토모아기라     | 카와모 코스케、다이도 유리에                                                  |
| 13화 | 닿지 않는 손끝          | 届かぬゆびさき       | 요시노 히로유키 | 안자이 타케후미 시노하라 토이야 | 타카시마 다이스케   | 노다 야스유키                                                                 |

### 제 2부
- 14화 ~ 26화는 제 2부로, 동면 이후 5년이 지난 시점부터의 내용을 다룬다.

| 화수 | 부제                                                 | 원제                                                                  | 각본            | 영상 콘티         | 연출                                        | 작화 감독                                                                                      |
| ---- | ---------------------------------------------------- | --------------------------------------------------------------------- | --------------- | ----------------- | ------------------------------------------- | ---------------------------------------------------------------------------------------------- |
| 14화 | 약속의 날                                            | 約束の日                                                              | 오카다 마리     | 사토 타쿠야       | 스가누마 후미히코                           | 카와모 코스케、다이도 유리에 코시마 아스카、카와구치 센리                                      |
| 15화 | 미소의 수호자                                        | 笑顔の守り人                                                          | 오카다 마리     | 모토 소우         | 안자이 타케후미 하라다 타카히로             | 니시하타 아유미、카와구치 센리 미야시타 유지                                                   |
| 16화 | 머나먼 파도의 속삭임                                 | 遠い波のささやき                                                      | 요코테 마치코   | 카키모토 코다이   | 마츠바야시 타다히토                         | 타카하시 히데키、코시마 아스카 카나키 모리                                                     |
| 17화 | 아픈 두 사람                                         | ビョーキなふたり                                                      | 네모토 토시조   | 아베 노리유키     | 아베 노리유키                               | 시마다 카즈아키                                                                                |
| 18화 | 시오시시오                                           | シオシシオ                                                            | 니시무라 쥰지   | 시노하라 토이야   | 타다 토모아기라                             | 니시하타 아유미、카와구치 센리 카나키 모리                                                     |
| 19화 | 길을 잃은 아이                                       | まいごの迷子の…                                                       | 요시노 히로유키 | 안도 마사히로     | 스가누마 후미히코                           | 카와모 코스케、다이도 유리에                                                                   |
| 20화 | 잠자는 공주                                          | ねむりひめ                                                            | 카즈바 아키코   | 모토 소우         | 타카시마 다이스케                           | 노다 야스유키、이케치 우사쿠                                                                   |
| 21화 | 물 밑에서 온 사자                                    | 水底より使い                                                          | 요코테 마치코   | 안도 마사히로     | 모토 소우                                   | 타카하시 히데키、니시하타 아유미 코시마 아스카                                                 |
| 22화 | 잃어버린 것                                          | 失くしたもの                                                          | 네모토 토시조   | 무로이 후미에     | 노시타니 미츠타카                           | 타케우치 유카리、아베 치아키 시미즈 케이조、토쿠가와 에리 마스이 잇페이                        |
| 23화 | 이 마음은 누구의 것?                                 | 気持ちは誰のもの                                                      | 오카다 마리     | 이치무라 테츠오   | 이치무라 테츠오                             | 다이도 유리에、스즈키 미호                                                                     |
| 24화 | 디트리터스                                           | デトリタス                                                            | 오카다 마리     | 요시하라 마사유키 | 스가누마 후미히코 마츠바야시 타다히토       | 카와모 코스케、카와구치 센리 코타니 쿄코、미야시타 유지                                        |
| 25화 | 좋아한다는 건 바다와 닮았다.                         | 好きは、海と似ている。                                                | 오카다 마리     | 안도 마사히로     | 안도 마사히로 모토 소우                     | 타카하시 히데키、니시하타 아유미 미야시타 유지、코시마 아스카 다이도 유리에                    |
| 26화 | 바다의 색, 대지의 색, 바람의 색, 마음의 색, 너의 색. | 海の色。大地の色。風の色。 心の色。君の色。 〜Earth color of a calm〜 | 오카다 마리     | 시노하라 토이야   | 시노하라 토이야 스가누마 후미히코 모토 소우 | 타카하시 히데키, 카와모 코스케、 다이도 유리에, 니시하타 아유미、 카와구치 센리, 이시이 유리코 |

## 같이 보기
- P.A.WORKS
- 잔잔한 내일로부터
- 잔잔한 내일로부터의 등장인물

### 주해
1. ↑  후일 배끌기 의식(오후네히키)의 산 제물의 후손인 바다사람과 육지의 사람 사이에서 일어날 갈등을 암시한다.
2. ↑  에나는 바다에서 숨을 쉴 수 있게 하는 피부의 결정으로, 시오시시오의 사람은 주기적으로 물로 에나를 적셔야 한다.
3. ↑  시오시시오에서 바다의 주민이 지상의 사람과 사랑에 빠지면 시오시시오에서 추방당한다.
4. ↑  이를 계기로 히카리는 마나카가 바다에서 벗어나고 싶은 것이라 생각하게 된다.
5. ↑  이 과정에서 치사키와 츠무구의 약간의 마찰이 생긴다.
6. ↑  どか는 ‘어디론가’를 의미하고, い는 가라 라는 명령형 동사 ‘行け’의 앞부분이다.
7. ↑  차가운 조류가 들어오는 동시에, 날씨가 좋아 따뜻한 눈이 많이 내리면 반사로 인해 태양이 3개로 보이는 바다마을의 현상.
8. ↑  빨간 갯민숭달팽이에게 자신의 마음을 털어놓으면, 그 감정이 진실인지 알려준다고 한다.
9. ↑  마나카가 깨어날 수도 있으니 키스해보라는 요구였지만, 히카리를 포기하고 자신이 마나카가 깨어나길 바란다는 일련의 확인이었다.
10. ↑  사유의 고백을 받아들인 것은 아니다.
11. ↑  | “ | -お前は俺のことが好きだ。→너는 나를 좋아해. -自意識過剰。→자의식 과잉이야. -事実を繋げたらそう思ったんだけど。違うか？→진실을 연결하니 그렇게 생각하게 되었어. 아니야? | ” |
|   | — 25화의 키하라 츠무구와 히라다이라 치사키의 대화 |   |
12. ↑  따뜻한 눈이 그친다는 것은 세계가 차가워지는 현상 역시 멈춘다는 것을 의미한다.